# De Stille Kracht
De stille kracht ("La forza silenziosa", 1900) è un libro dello scrittore olandese Louis Couperus. Insieme a Noodlot ed Eline Vere è tra i romanzi più famosi di Couperus. Il tema centrale del libro è il contrasto tra Oriente e Occidente. Gli olandesi a Giava sono superiori militarmente, ma entrano in contatto con la misteriosa cultura giavanese e con cose che non comprendono affatto. La "forza silenziosa" che si oppone agli olandesi simboleggia la misteriosa cultura giavanese e l'ineluttabile resistenza giavanese alla dominazione olandese, resistenza che meno di cinquant'anni dopo la pubblicazione del libro avrebbe portato all'indipendenza dell'Indonesia.
Nel 1900 molti lettori considerarono pornografica la descrizione di Leonie, moglie del protagonista del romanzo, che fa il bagno nuda.

## Trama
Otto van Oudijck è il resident (funzionario incaricato dell'amministrazione coloniale) di Laboewangi a Giava. Come funzionario olandese occupa una posizione di superiorità rispetto alla nobiltà locale, che conserva la sua antica posizione di potere. Il suo lavoro è tutto per lui e così non si rende conto che Leonie, la sua seconda moglie, lo tradisce con Theo, il figlio che Otto ha avuto dalla prima moglie. Sua figlia Doddy ha una relazione segreta.
Otto ha una quantità di conflitti con l'amministrazione locale. Inoltre Otto ignora molte usanze locali. Un pasar malam (mercato serale) viene organizzato nella data sbagliata e non viene fatta un'offerta per un pozzo nuovo. Gli ammonimenti del "mondo degli spiriti" vengono ignorati da Otto che li considera delle superstizioni.
Una misteriosa "forza silenziosa" entra in azione. Mentre fa il bagno, Leonie è misteriosamente colpita da sputi di succo di betel. Leonie è colta dal panico e la sua cameriera indonesiana, Oerip, deve farla calmare. Ma non è tutto. Uno specchio viene infranto da una grossa pietra, il letto di Otto si copre di sporcizia, i bicchieri si rompono in mille pezzi spontaneamente, il whisky marcisce e si sentono rumori strani. Otto cerca una spiegazione ma non la trova. Nel frattempo anche altri olandesi sentono grida di bambini.
Tutta Laboewangi parla degli strani avvenimenti. Otto, la cui reputazione è in gioco, ordina ai soldati di setacciare la casa e fa distruggere la sala da bagno. Tutta la casa viene ripulita e dopo una conversazione con il resident cessano anche i fenomeni misteriosi. Otto ha la sensazione di avere di nuovo le cose sotto controllo e si sente onnipotente.
Ma gli intrighi continuano e la vita familiare va in malora.  Alla fine Otto si ammala e comincia a credere che c'è davvero una "forza silenziosa", qualcosa che è molto più forte di lui. Leonie e i due figli tornano in Europa. Otto si dimette e va a vivere una vita solitaria con una donna indonesiana. In un'ultima conversazione con una conoscente, Eva Eldersma, Otto riconosce la forza silenziosa che alla fine lo ha sconfitto.